# A.C.E. Corporation
Die A.C.E. Corporation, ein Unternehmen aus Philadelphia, USA, baute in den 1920er Jahren schwere Motorräder. William G. Henderson, der Gründer der Motorradmarke seines Namens, hatte 1917 sein Unternehmen an Excelsior verkauft und gründete 1919 mit Max Sladkin die A.C.E. Corporation, um wiederum große Motorräder mit einem Hubraum nahe 1200 cm³  mit längs eingebauten Vierzylinder-Reihenmotoren zu bauen. Nachdem Henderson am 11. Dezember 1922 bei einer Erprobungsfahrt tödlich verunglückte, leitete Arthur O. Lemon das Werk. 1927 ging das Unternehmen an den Konkurrenten Indian, der den Namen ACE (ohne Punkte) dem Indian nachstellte und die Motorräder bis 1929 Indian-ACE benannte. Die später verbesserten Maschinen wurden nach 1929 nur noch „Indian“ genannt.
Eine verbesserte Version des Seitenventil-Reihenvierzylinders wurde 1916 (Powerplus) von seinem Assistenten C. J. Gustafson eingeführt.
Die ersten Vierzylinder-Reihenmotoren in Motorrädern wurden allerdings bereits 1904 vom belgischen Hersteller FN verwendet.